# 麦士威国民中学
麦士威国民中学是马来西亚的一所男子中学（中六学级开放给女性入学），也是吉隆坡最早创办的英文学校之一。2017年9月30日，学校举行了建校100周年的百年庆典。

## 历史
麦士威国民中学（Maxwell School）的校名源自于纪念George Maxwell（colonial administrator）在教育方面的贡献。

## 学校景观

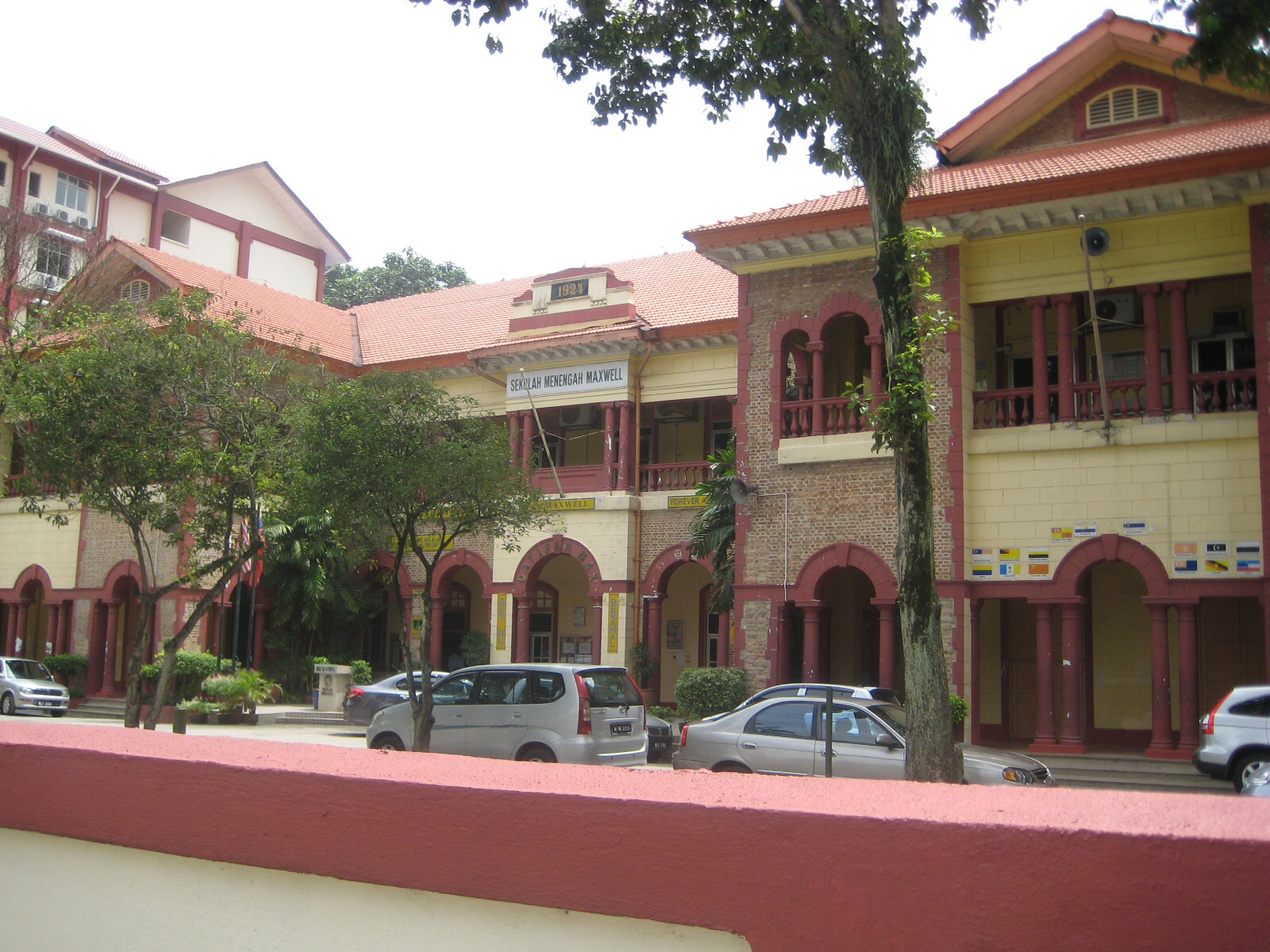
主樓
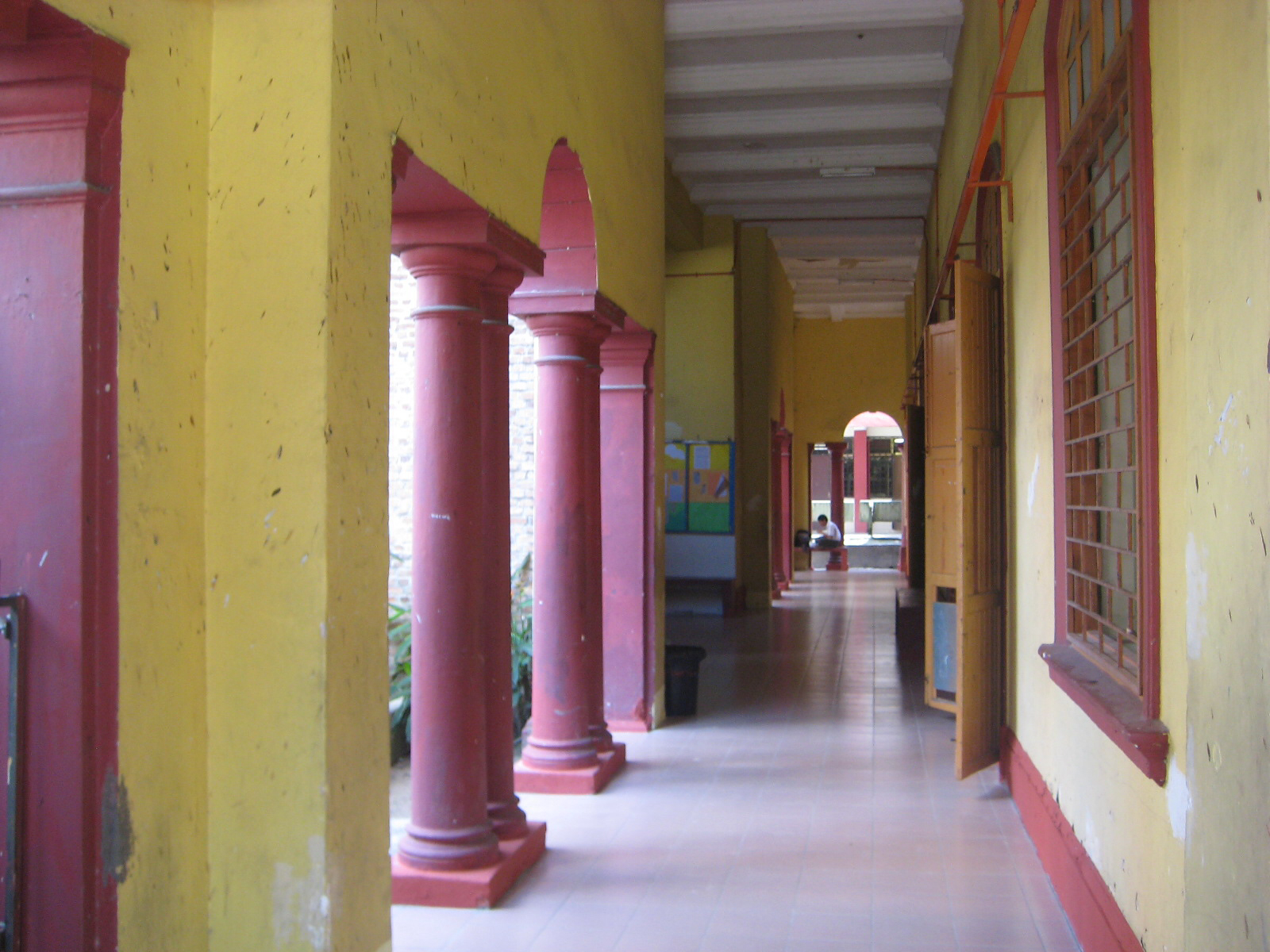
走廊
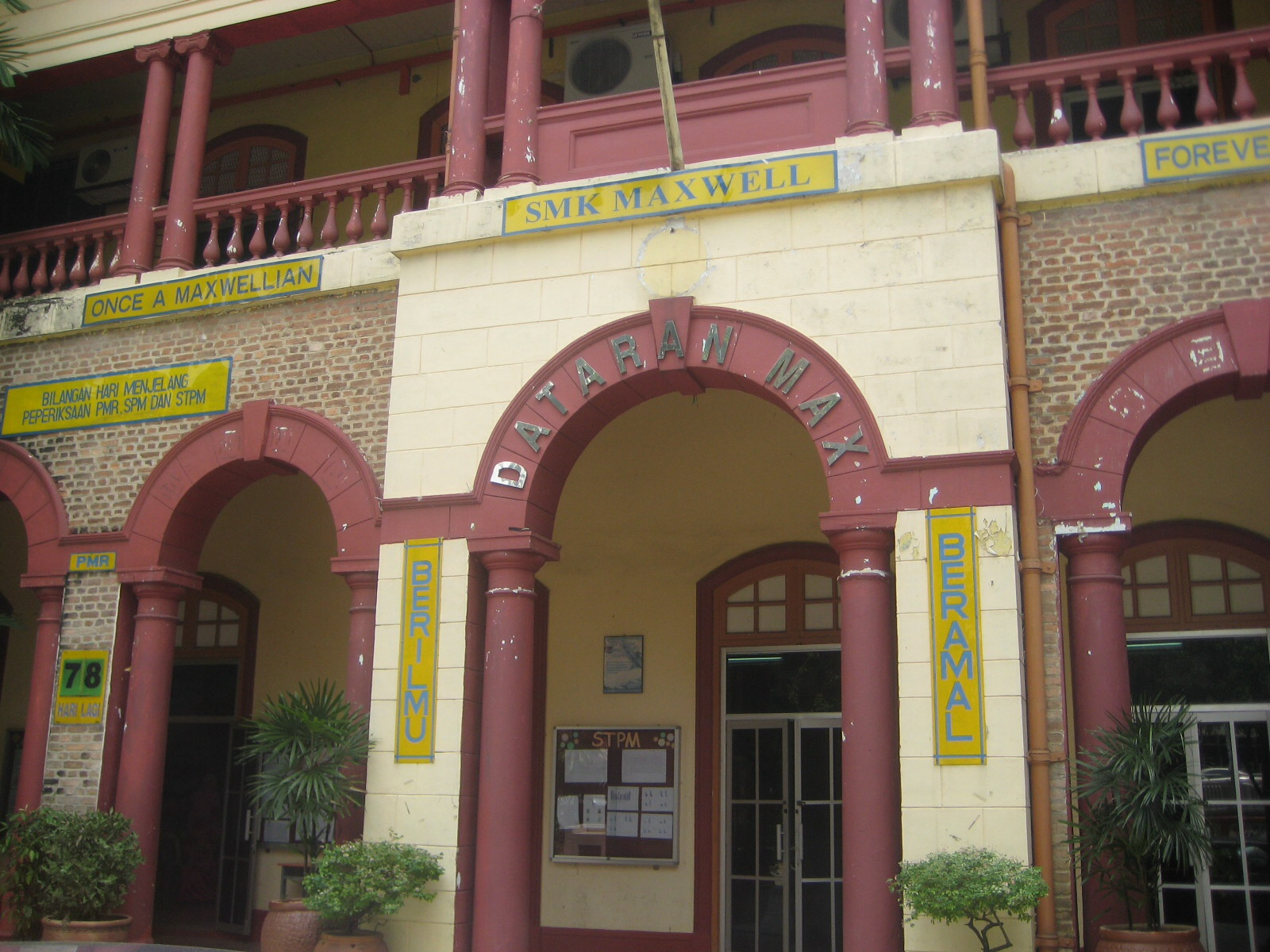
迴廊
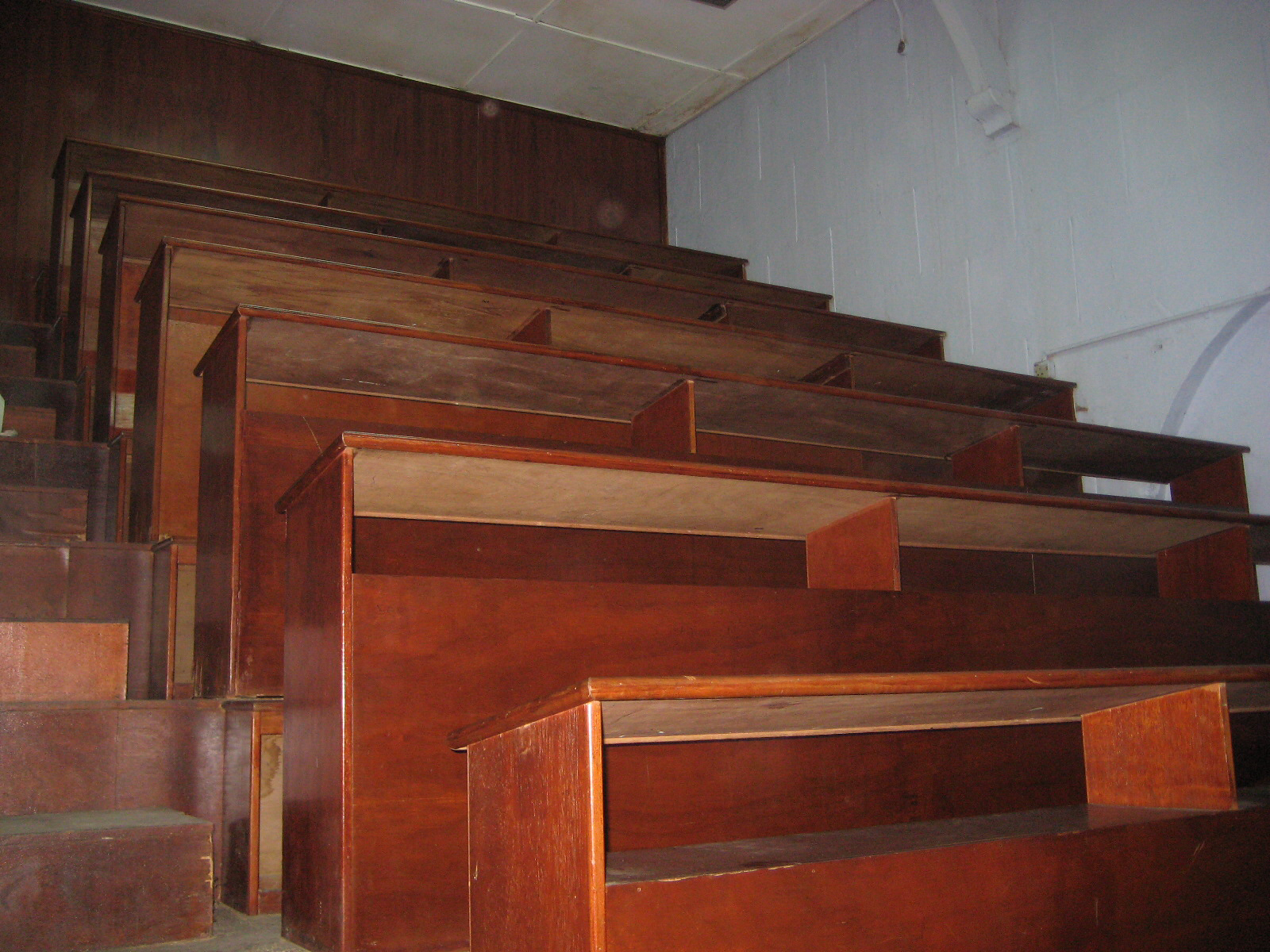
讲座厅